# Горе (фотография)
«Го́ре» — фотография времён Великой Отечественной войны, сделанная советским фотокорреспондентом Дмитрием Бальтерманцем в январе 1942 года в Крыму и получившая впоследствии мировую известность. На фотографии изображено место расстрела немецкими оккупантами мирных жителей: по полю ходят потрясённые горем люди, разыскивающие родных среди лежащих в снегу трупов.
В течение первых дней декабря 1941 года от 2 до 2,5 тысяч евреев, живших в Керчи, были расстреляны зондеркоммандой 10Б айнзатцгруппы Д в противотанковом рву у поселка Багерово. Затем, 29 декабря, в том же противотанковом рву в связи с тем, что советской разведгруппой был убит немецкий офицер, оккупанты расстреляли несколько сот жителей посёлка Самострой около Камыш-Буруна — русских, украинцев, крымских татар.
Советские войска первого эшелона высадки десанта в район Керчи увидели Багеровский ров 30 декабря 1941 года; в начале января на это место прибыли следователи и фотожурналисты. Среди них были Дмитрий Бальтерманц и Евгений Халдей..
О расстрелянных в Багеровском рву поэт и военный журналист Илья Сельвинский написал стихотворения «Я это видел!» и «Керчь»:
Можно не слушать народных сказаний,

Не верить газетным столбцам,

Но я это видел. Своими глазами.

Понимаете? Видел. Сам.

Вот тут дорога. А там вон — взгорье.

Меж ними вот этак — ров.

Из этого рва поднимается горе.

Горе без берегов.

Под утро мы увидели долину

Всю в пестряди какой-то. Это были

Расползшиеся за ночь мертвецы.
Бальтерманц долгое время не отбирал снимок для своих персональных выставок. В 1960-х годах известный итальянский фотограф Кайо Гаррубба, приехавший в Москву, обнаружил в архиве Бальтерманца фотографию. Гаррубба готовил выставку «Что такое человек», совместно с Бальтерманцем он придумал название фотографии. Бальтерманц изменил фотографию, добавив облака с другой фотографии. Фотография была признана лучшей на выставке, получив несколько призов. В СССР снимок был показан только в 1975 году во время празднования 30-летия Победы. Фотография неоднократно была представлена на зарубежных выставках.